# Chanui
Der Chanui (mongolisch Хануй Гол, Хануйн Гол, Chanui Gol) ist ein rechter Nebenfluss der Selenga im Zentrum der Mongolei.
Der Chanui entspringt im Archangai-Aimag an der Nordflanke des Changai-Gebirges. Er fließt in überwiegend nordöstlicher Richtung, dabei passiert er die Siedlung Erdenemandal. Der Fluss fließt danach südlich und östlich an dem See Scharga Nuur vorbei. Er fließt schließlich wieder in nördlicher Richtung, er erreicht den Bulgan-Aimag und mündet schließlich westlich von Chutag-Öndör in einen südlichen Seitenarm der Selenga. Der Chanui hat eine Länge von 421 km. Er entwässert ein Areal von 14.600 km². Der mittlere Abfluss (MQ) beträgt 20 m³/s. Der Fluss führt im Frühjahr und Sommer Hochwasser. Im Winter ist der Chanui eisbedeckt.